# سفارة آيسلندا في كندا
سفارة آيسلندا في كندا هي أرفع تمثيل دبلوماسي لدولة آيسلندا لدى كندا. تقع السفارة في أوتاوا وهي تهدف لتعزيز المصالح الآيسلندية في كندا.

## وصلات خارجية
- قائمة سفارات آيسلندا
- قائمة السفارات في كندا